# 10853 Aimoto
10853 Aimoto este un asteroid din centura principală, descoperit pe 6 februarie 1995, de Takuo Kojima.